# Albizia sherriffii
Albizia sherriffii är en ärtväxtart som beskrevs av Baker f. Albizia sherriffii ingår i släktet Albizia och familjen ärtväxter. Inga underarter finns listade i Catalogue of Life.